# 목요기획
《목요기획》은 KBS 1TV에서 방송되었던 다큐멘터리 프로그램이다.

## 기획 의도
우리 사회의 곳곳에는 우리가 미처 인식하지 못하고 있는 수많은 현상과 삶의 모습들이 있으며, 일반 대중의 삶에서부터 다양한 사회적인 이슈에 이르기까지 폭넓은 스펙트럼의 시각으로 우리의 삶을 들여다보는 다큐멘터리 프로그램이다.

## 방송 시간
| 방송 채널 | 방송 기간                         | 방송 시간                            | 시리즈 구성 |
| KBS 1TV   |                                   |                                      |             |
| --------- | --------------------------------- | ------------------------------------ | ----------- |
| KBS 1TV   | 1989년 3월 16일 ~ 1989년 11월 9일 | 매주 목요일 밤 10시 ~ 10시 45분      | 1기         |
| KBS 1TV   | 2017년 3월 23일 ~ 2017년 5월 25일 | 매주 목요일 밤 11시 40분 ~ 12시 30분 | 2기         |

## 방송 회차

### 1기 (1989년)
| 회차 | 방송일           | 부제                                     |
| ---- | ---------------- | ---------------------------------------- |
| 1회  | 1989년 3월 16일  | 반미감정                                 |
| 2회  | 1989년 3월 23일  | 최초공개 북한땅 고구려 유적              |
| 3회  | 1989년 3월 30일  | 바늘 구멍 앞의 낙타들                    |
| 4회  | 1989년 4월 6일   | 마약                                     |
| 5회  | 1989년 4월 27일  | 민주화시대의 노동운동                    |
| 6회  | 1989년 5월 11일  | 수출이 흔들린다                          |
| 7회  | 1989년 5월 18일  | 사회주의 70년 모스크바에 새바람은 부나   |
| 8회  | 1989년 5월 25일  | 사례탐구, 구로 · 상봉 · 포천 공해와 주민 |
| 9회  | 1989년 6월 8일   | 쟁점진단, 원전의 안전성                  |
| 10회 | 1989년 6월 15일  | 일본의 한반도정책 변하고 있나            |
| 11회 | 1989년 6월 22일  | 민통선 사람들                            |
| 12회 | 1989년 6월 29일  | 민주화 어디까지 왔나                     |
| 13회 | 1989년 7월 6일   | 북방경제의 현주소                        |
| 14회 | 1989년 7월 13일  | 어떤 집에 살고계십니까?                  |
| 15회 | 1989년 7월 20일  | 동유럽의 꿈                              |
| 16회 | 1989년 7월 27일  | 하반기 경제의 명암                       |
| 17회 | 1989년 8월 17일  | 통일논의                                 |
| 18회 | 1989년 8월 31일  | 정국전망 정계개편                        |
| 19회 | 1989년 9월 7일   | 현지르포, 대만 태국의 경제상황           |
| 20회 | 1989년 9월 21일  | 현장점검 정보개방시대                    |
| 21회 | 1989년 9월 28일  | 장보고 재조명, 산동성에서 완도까지       |
| 22회 | 1989년 10월 12일 | 쟁점진단, 한미통상협상                   |
| 23회 | 1989년 10월 19일 | 멀고도 가까운 경찰                       |
| 24회 | 1989년 11월 2일  | 인력 넘치고 부족하고                     |
| 25회 | 1989년 11월 9일  | 동유럽에 부는 서풍                       |

### 2기 (2017년)
| 회차 | 방송일          | 부제                                           | 시청률 |
| ---- | --------------- | ---------------------------------------------- | ------ |
| 1회  | 2017년 3월 23일 | 미래 新산업, 플라스마가 뜬다                   | 1.7%   |
| 2회  | 2017년 3월 30일 | 목요기획新 병영문화보고서 청춘의 독서          | 1.8%   |
| 3회  | 2017년 4월 6일  | 어디서 누구와 살아야 할까? - 1부 고독          | 2.1%   |
| 4회  | 2017년 4월 13일 | 어디서 누구와 살아야 할까? - 2부 마지막 거처   | 1.7%   |
| 5회  | 2017년 4월 20일 | 장애인의 날 특집 - 로봇공학 올림픽, 사이배슬론 | 1.9%   |
| 6회  | 2017년 4월 27일 | 댁의 밥상은 안전합니까?                        | 미집계 |
| 7회  | 2017년 5월 4일  | 청년, 진짜 이야기 1부 - 컵밥과 삼각김밥        | 1.8%   |
| 8회  | 2017년 5월 11일 | 청년, 진짜 이야기 2부 - 청춘, 그대에게         | 1.4%   |
| 9회  | 2017년 5월 25일 | 나눔 세상을 바꾸다                             | 1.9%   |

## 같이 보기
- 월요기획
- 수요기획
- 금요기획